# Вечера современной музыки
«Вечера́ совреме́нной му́зыки» — кружок, организованный в Санкт-Петербурге в 1901 г. с целью пропаганды новой зарубежной и русской музыки. Существовал до 1912 г.

## История
Кружок был связан с художественным объединением «Мир искусства». Из числа его основателей участниками «Мира искусства» были В. Ф. Нувель и А. П. Нурок. В кружок «Вечера современной музыки» входили начинающие композиторы — И. И. Крыжановский, И.В. Покровский (ум. в 1906 г.),  молодые исполнители — пианисты А. Д. Медем, Л. В. Николаев, и другие. Администрация кружка: В. Г. Каратыгин, И. И. Крыжановский, А. Д. Медем, В. Ф. Нувель, А. П. Нурок, И.В. Покровский, Н.Н. Черепнин.  Первоначально «Вечера современной музыки» возглавлял Нувель, приблизительно с 1907 г. — Каратыгин. В деятельности «Вечеров» принимал участие А. Н. Бенуа.
Первый публичный вечер состоялся  31 марта 1902 г. в Малом зале Петербургской консерватории. Концертные вечера (около пяти в сезон; всего состоялось 56 концертов) проходили в Малом зале Петербургской консерватории, залах Общества гражданских инженеров (Серпуховская ул., 10), Санкт-Петербургской музыкальной школы (Невский проспект, 16, затем Троицкая ул., 13), Реформатского училища (Набережная реки Мойки, 38).
«Русская музыкальная газета» в 1907 году (за 6 лет существования кружка) признала за ним «две заслуги» — а именно исполнение «исключительно новой» музыки, ещё не звучавшей в Петербурге, и создание «более или менее постоянного контингента слушателей».
В 1912 г. кружок распался из-за финансовых затруднений. Кроме того, главные новаторские силы (Прокофьев, Стравинский, Черепнин) были вовлечены в антрепренёрскую деятельность С. П. Дягилева.

## Программы
Программы «Вечеров современной музыки» предварительно обсуждались на закрытых собраниях кружка с участием приглашённых композиторов, исполнителей, критиков. Впервые в России здесь прозвучали некоторые камерные сочинения К. Дебюсси, М. Равеля, С. Франка, В. д’Энди, Э. Шоссона, Ф. Шмитта, Ж. Роже-Дюкаса (французские композиторы занимали первенствующее положение в программах). Исполнялись новая австрийская и немецкая музыка — произведения Р. Штрауса, Г. Вольфа, Г. Малера, А. Шёнберга, М. Регера (последний сам участвовал в концерте 3 декабря 1906 г.). В программы включались сочинения композиторов Скандинавии, Испании, Польши, Венгрии. Из русских композиторов здесь исполнялись А. Н. Скрябин, Н. К. Метнер, С. И. Танеев, Н. Н. Черепнин, Ф. С. Акименко, М. Ф. Гнесин, состоялись композиторские дебюты И.Ф. Стравинского (17 декабря 1907 г.), С.С. Прокофьева и Н.Я. Мясковского (в один вечер 18 декабря 1908 г.). Кроме того, звучали малоизвестные в России сочинения композиторов XVIII-XIX вв. Специальные собрания были посвящены творчеству М.П. Мусоргского, Н.А. Римского-Корсакова, А.П. Бородина.

## Интересные факты
Под названием «Вечера современной музыки» устраивались концерты в Москве (с 1909 г., по инициативе К. С. Сараджева и В. В. Держановского), Петербурге/Петрограде (концерты журнала «Музыкальный современник», 1915—1917 гг.; концерты «Художественного бюро» Н. Е. Добычиной, между 1911 и 1919 гг.).